# Castillo de las Guadalerzas
El castillo de Guadalerzas es una fortificación de carácter defensivo que se encuentra en el municipio español de Los Yébenes, en la provincia de Toledo. Durante siglos el castillo fue utilizado como hospital. Se encuentra en el valle de las Guadalerzas, a 18 kilómetros de la localidad de Los Yébenes.

## Arquitectura
La fortaleza se ubica en el municipio toledano de Los Yébenes, en la comunidad autónoma de Castilla-La Mancha. La estructura se componía de un recinto formado por una muralla de planta cuadrangular, una torre en cada esquina y un patio de armas en el centro. En la actualidad los escasos restos que se han conservado permanecen ocultos bajo un montículo. Sobre la arquitectura árabe se encuentran añadidos posteriores a la construcción que los cristianos realizaron durante más de ocho siglos.

## Historia
El castillo fue construido por los árabes durante la época de ocupación de la península en un punto estratégico para defender la ruta hacia Córdoba. Esta ruta entre las montañas tenía una vital importancia para el comercio ya desde tiempos romanos. Para su defensa el castillo fue construido en el desfiladero del congosto.
En el siglo XI el rey castellano-leones Alfonso VI toma Toledo y este castillo pasa a ser un lugar fronterizo que se disputará durante siglos entre cristianos y musulmanes.

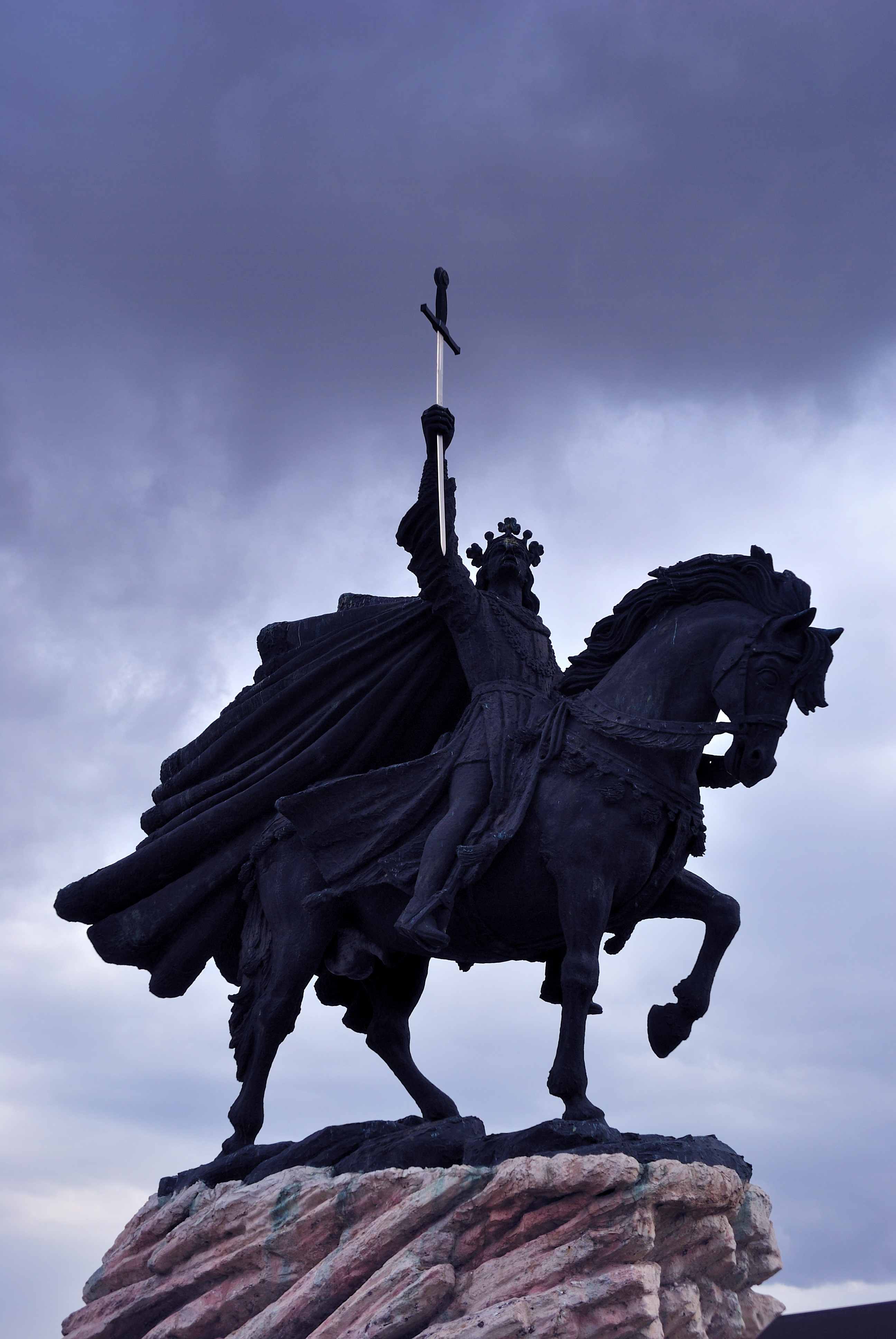
Estatua ecuestre de Alfonso VI en Toledo

En el siglo XII pasara a formar parte de las posesiones de la orden de calatrava que defendían la frontera frente a los musulmanes. La Orden de Calatrava fundó allí el hospital de Godalferga.
Tras la batalla de Alarcos en el 1195 volvió a manos musulmanas, pero definitivamente con la batalla de las Navas de Tolosa en el 1212 el territorio fue recuperado para la corona de Castilla.
Ya pasado el peligro de una posible invasión musulmana y con el desplazamiento de las fronteras hacia el sur el enclave perdió importancia como construcción defensiva, no obstante el hospital fue importante para hospedar a las tropas que se dirigían hacia el sur.
El hospital fue con el paso de los años adquiriendo privilegios.
La edificación también con el paso del tiempo fue agrandándose y acondicionándose mediante distintos añadidos.
En el siglo XVI Felipe II vendió el castillo al Cardenal Silíceo para que instalase allí el Colegio de Doncellas Nobles de Toledo. El castillo siguió perteneciendo a la nobleza pero desde el siglo XIX va perdiendo importancia hasta quedar abandonado. 
Actualmente las estructuras del castillo están muy deterioradas debido a las condiciones del lugar y al estado de abandono.